# Lijst van schilderijen in het Rijksmuseum Amsterdam/Ta-Tm
Lijst van schilderijen in het Rijksmuseum Amsterdam met werken van schilders van wie de achternaam begint met de letters Ta t/m Tm. Vermeldingen in het grijs geven aan dat het werk geen deel meer uitmaakt van de collectie van het Rijksmuseum, bijvoorbeeld omdat het in bruikleen gegeven is aan een andere instelling of omdat het teruggegeven is aan de bruikleengever.
| Inventarisnummer | Toeschrijving                               | Titel | Datering      | Afbeelding |
| ---------------- | ------------------------------------------- | --- | ------------- | ---------- |
| SK-A-3499        | F. Taupel                                   | Een monnik met een glas in de hand in een kelder                                                                          | 1800-1900     |            |
| SK-A-4961        | Johannes Tavenraat                          | Noodweer aan de kust | 1830-1860     |            |
| SK-A-4962        | Johannes Tavenraat                          | Tavenraat betrapt een stroper                                                                                             | 1830-1860     |            |
| SK-A-4963        | Johannes Tavenraat                          | Op drijfjacht | 1830-1860     |            |
| SK-A-4960        | Johannes Tavenraat                          | Zandafgraving | 1839          |            |
| SK-A-4927        | Johannes Tavenraat                          | Berglandschap in Tirol met gemzen                                                                                         | 1840-1881     |            |
| SK-A-4926        | Johannes Tavenraat                          | Het onweer | 1843          |            |
| SK-A-3515        | Kornelis Douwes Teenstra                    | Portret van de ouders van de kunstenaar, Douwe Martens Teenstra en Barber Hindriks Siccama, en familieleden               | 1834          |            |
| SK-A-4955        | Abraham Teerlink                            | Gezicht in het park van de Villa Chigi bij Ariccia                                                                        | 1822          |            |
| SK-A-1144        | Abraham Teerlink                            | De cascatelle bij Tivoli bij opkomend onweer                                                                              | 1824          |            |
| SK-A-1145        | Abraham Teerlink                            | De waterval van Tivoli | 1824          |            |
| SK-C-239         | Henriëtta Christina Temminck                | De fruitverkoopster | 1840-1860     |            |
| SK-C-241         | Abraham van den Tempel                      | Portret van een vrouw | 1646          |            |
| SK-A-2243        | Abraham van den Tempel                      | Portretten van Pieter de la Court en Catharina van der Voort                                                              | 1667          |            |
| SK-A-2244        | Abraham van den Tempel                      | Portretten van Pieter de la Court en Catharina van der Voort                                                              | 1667          |            |
| SK-A-1972        | Abraham van den Tempel                      | David Leeuw met zijn gezin                                                                                                | 1671          |            |
| SK-A-589         | Toegeschreven aan Abraham van den Tempel    | Portretten van Abraham de Visscher en Machteld Bas                                                                        | 1650-1667     |            |
| SK-A-397         | Toegeschreven aan Abraham van den Tempel    | Portretten van Abraham de Visscher en Machteld Bas                                                                        | 1667-1672     |            |
| SK-C-407         | Jan Tengnagel                               | Officieren en andere schutters van wijk XI in Amsterdam                                                                   | 1613          |            |
| SK-A-4699        | Jan Tengnagel                               | Vertumnus en Pomona | 1617          |            |
| SK-A-399         | David Teniers (II)                          | De rokende metselaar | 1630-1660     |            |
| SK-C-300         | David Teniers (II)                          | De dobbelaars | Ca. 1640      |            |
| SK-A-401         | David Teniers (II)                          | De verzoeking van de heilige Antonius de Heremiet                                                                         | 1640-1660     |            |
| SK-C-299         | David Teniers (II)                          | Een boer met zijn vrouw en kind voor de boerderij                                                                         | 1640-1670     |            |
| SK-A-398         | David Teniers (II)                          | Soldatenwacht | 1641          |            |
| SK-C-298         | David Teniers (II)                          | Boerenkermis | Ca. 1665      |            |
| SK-A-400         | Naar David Teniers (II)                     | De oude bierdrinker | 1640-1660     |            |
| SK-A-3226        | Trant van David Teniers (II)                | Dansende boeren | Ca. 1620-1700 |            |
| SK-A-1832        | Gerardus Terlaak                            | Een rijke dame bezoekt een arm huisgezin                                                                                  | 1853          |            |
| SK-A-2404        | Augustinus Terwesten (II)                   | Allegorie op de vrede | 1741          |            |
| SK-A-2403        | Mattheus Terwesten                          | De wetenschap voortgestuwd door de tijd                                                                                   | 1741          |            |
| SK-A-4086        | Mattheus Terwesten                          | Allegorie op de vrijheid                                                                                                  | 1701          |            |
| SK-A-2839        | Mattheus en Pieter Terwesten                | Landschap met spelende putti en papegaaien                                                                                | 1724-1725     |            |
| SK-A-4286        | Pierre Tetar van Elven                      | Interieur van het Tsaar Peterhuisje te Zaandam                                                                            | 1851          |            |
| SK-C-1557        | Jan Jacob Teyler van Hall                   | Slot Batestein bij Vianen                                                                                                 | 1840          |            |
| SK-A-407         | Jan Philip van Thielen                      | Festoen van bloemen om een buste van Flora                                                                                | 1665          |            |
| SK-A-4668        | Daniël Thivart                              | Theagenes en Chariklea | 1625-1640     |            |
| SK-C-1679        | Willem Bastiaan Tholen                      | Het slachthuis | 1880-1900     |            |
| SK-A-3090        | Willem Bastiaan Tholen                      | Visserspink op het strand                                                                                                 | 1896          |            |
| SK-A-3615        | Willem Bastiaan Tholen                      | Landingsplaats | 1899          |            |
| SK-A-3566        | Willem Bastiaan Tholen                      | Zeegezicht met vissersschuiten                                                                                            | 1910          |            |
| SK-A-3348        | Hans Thoma                                  | Moeder met kind in een tuin                                                                                               | Ca. 1906      |            |
| SK-A-4654        | Theodoor van Thulden                        | Allegorie op het afscheid van Willem III van Amalia van Solms na de overdracht van het regentschap aan de Staten-Generaal | 1661          |            |
| SK-A-3955        | Omgeving van Pellegrino Tibaldi             | De ontmoeting van Maria en Elisabeth in aanwezigheid van de heilige Hieronymus, de heilige Jozef en andere personen       | 1550-1600     |            |
| SK-A-3952        | Omgeving van Pellegrino Tibaldi             | Venus en Minerva | Ca. 1590-1620 |            |
| SK-A-1833        | Adolph Tidemand                             | Het zieke kind | 1851          |            |
| SK-A-2716        | Philip Tidemann                             | Allegorie op de zeevaart                                                                                                  | 1688          |            |
| SK-A-2965        | Giambattista Tiepolo                        | Jonge man met een boog en een grote pijlenkoker en zijn kameraad met een schild                                           | 1730-1750     |            |
| SK-A-3437        | Giambattista Tiepolo                        | Allegorische vrouwenfiguur met een knots (wellicht Kracht)                                                                | Ca. 1740-1750 |            |
| SK-A-3438        | Giambattista Tiepolo                        | Allegorische vrouwenfiguur met een schild of spiegel (wellicht Voorzichtigheid)                                           | Ca. 1740-1750 |            |
| SK-C-1400        | Giambattista Tiepolo                        | De Onbevlekte Ontvangenis (Joachim en Anna ontvangen de maagd Maria van God de Vader)                                     | Ca. 1757-1759 |            |
| SK-A-3985        | Giambattista Tiepolo                        | De Onbevlekte Ontvangenis (Joachim en Anna ontvangen de maagd Maria van God de Vader)                                     | Ca. 1757-1759 |            |
| SK-A-3434        | Navolger van Giambattista Tiepolo           | De vlucht naar Egypte | 1750-1810     |            |
| SK-C-1436        | Tintoretto                                  | Muze met luit | 1528-1594     |            |
| SK-A-4010        | Tintoretto                                  | Muze met luit | 1528-1594     |            |
| SK-A-3439        | Tintoretto                                  | Christus en de overspelige vrouw                                                                                          | 1550-1580     |            |
| SK-A-2964        | Tintoretto                                  | Portret van een man met een rode mantel                                                                                   | 1555-1580     |            |
| SK-C-1401        | Tintoretto                                  | De verkondiging aan Maria; de engel                                                                                       | 1560-1585     |            |
| SK-A-3986        | Tintoretto                                  | De verkondiging aan Maria; de engel                                                                                       | 1560-1585     |            |
| SK-C-1402        | Tintoretto                                  | De verkondiging aan Maria; Maria                                                                                          | 1560-1585     |            |
| SK-A-3987        | Tintoretto                                  | De verkondiging aan Maria; Maria                                                                                          | 1560-1585     |            |
| SK-A-3902        | Tintoretto                                  | Portret van Ottavio Strada                                                                                                | 1567          |            |
| SK-A-3440        | Omgeving van Tintoretto                     | Portret van een man | 1550-1575     |            |
| SK-A-2084        | Johann Friedrich August Tischbein           | Zelfportret | 1782          |            |
| SK-A-3785        | Johann Friedrich August Tischbein           | Portret van Willem Arnold Alting                                                                                          | 1788          |            |
| SK-A-2827        | Johann Friedrich August Tischbein           | Portretten van Johannes Lublink en Cornelia Rijdenius                                                                     | 1790-1795     |            |
| SK-A-2828        | Johann Friedrich August Tischbein           | Portretten van Johannes Lublink en Cornelia Rijdenius                                                                     | 1790-1795     |            |
| SK-A-1275        | Johann Friedrich August Tischbein           | Portret van Jan van de Poll                                                                                               | 1791          |            |
| SK-A-2256        | Johann Friedrich August Tischbein           | Portret van Antonius Kuyper                                                                                               | 1791          |            |
| SK-A-2414        | Johann Friedrich August Tischbein           | Portret van Salomon Rendorp                                                                                               | 1793          |            |
| SK-A-2415        | Johann Friedrich August Tischbein           | Portret van Johanna Ferdinanda van Collen                                                                                 | 1793          |            |
| SK-A-406         | Toegeschreven aan Johann Valentin Tischbein | Portret van Anna van Hannover                                                                                             | 1753          |            |
| SK-A-3400        | Benvenuto Tisi                              | Maria met kind | 1515-1540     |            |
| SK-A-114         | Benvenuto Tisi                              | De aanbidding der koningen                                                                                                | Ca. 1530-1540 |            |
| SK-C-309         | Benvenuto Tisi                              | De heilige familie | Ca. 1535      |            |
| SK-A-4463        | Naar Titiaan                                | Portret van Maria van Hongarije                                                                                           | 1550-1560     |            |
| SK-A-595         | Naar Titiaan                                | De boetvaardige Maria Magdalena                                                                                           | 1650-1750     |            |
| SK-A-475         | Naar Titiaan                                | Portret van Frans I, koning van Frankrijk                                                                                 | 1809          |            |